# Tóth László (püspök)
Tóth László (Csákberény, 1912. április 21. – Veszprém, 1997. július 6.) magyar római katolikus pap, veszprémi segédpüspök.

## Pályafutása
Teológiai tanulmányait Veszprémben végezte. 1935. június 23-án szentelték pappá. ELőször Gelsén, 1936-tól Keszthelyen volt káplán, majd Alsópáhok adminisztrátora. 1938-tól karkáplán a veszprémi székesegyházban, 1941-től hittanár. 1948-tól a Regina Mundi templom, 1959-től Nyirád, 1973-tól Ajka I. plébánia plébánosaként szolgált.

### Püspöki pályafutása
1976. április 2-án baiai címzetes püspökké és veszprémi segédpüspökké nevezték ki. Június 8-án Veszprémben szentelte püspökké Lékai László esztergomi érsek, Kisberk Imre székesfehérvári és Kádár László Gábor veszprémi püspök segédletével.
Segédpüspökként ismét átvette a Regina Mundi plébániát. 1987. június 5-én nyugállományba vonult.